# ديمقراطية نيابية

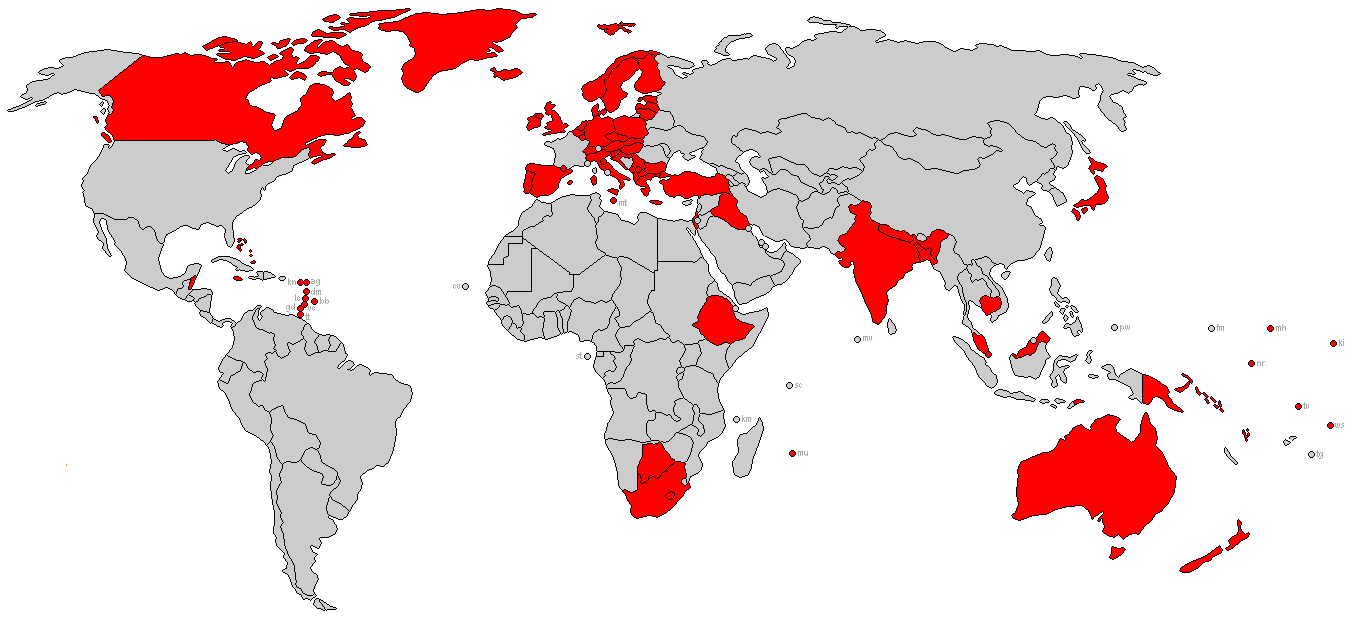

الديمقراطية النيابية تعني أن الشعب -وهو صاحب السيادة- لا يقوم بنفسه بممارسة السلطة التشريعية، وإنما يعهد بها إلى نواب عنه ينتخبه لمدة معينة، وينيبهم عنه في ممارسة هذه السلطة باسمه. فالبرلمان في الديمقراطية النيابية هو الممثل للسيادة الشعبية وهو الذي يعبر عن إرادة الشعب، من خلال ما يصدره من تشريعات أو قوانين.

## النشأة والتطور
نشأ هذا النظام تاريخيا في إنجلترا وفرنسا، ثم انتقل منهما إلى الدول الأخرى كما حدث فيه تطور كبير في تفصيلاته، فمن المبادئ الحديثة التي صاحبت تطبيق هذا النظام أن النواب لا يعتبرون ممثلين للأقاليم التي ينتخبون عنها لكنهم يمثلون الأمة في مجموعها، أي أن البرلمان في مجموعه وكوحدة يمثل الأمة في مجموعها وكوحدة. وقد ظهر اتجاه ينادي بضرورة إدخال آراء الشعب بين الحين والحين حتى مع وجود المجلس النيابي المنتخب وإدخال هذه الطرق على الديمقراطية النيابية هو الذي يجعلها ديمقراطية شبه مباشرة.
كان من مقتضى هذا المبدأ استقلال النواب في مواجهة الناخبين وعدم وجود ما يلزمهم قانونا بمراعاة مصالح وآراء ناخبي دائرتهم ولا بتقديم حساب عن أعمالهم. والواقع أن إقرار هذا المبدأ من الناحية القانونية ترتب عليه نوع من «الاستبداد البرلماني» بسبب استقلال كل نائب عن هيئة الناخبين في دائرته مما يتجافى مع فكرة الديمقراطية الأساسية. ولذلك فقد ظهر اتجاه جديد ينادي بضرورة إدخال بعض الطرق التي تضمن للشعب أن يتدخل بنفسه بين الحين والحين حتى مع وجود المجلس النيابي المنتخب وإدخال هذه الطرق على الديمقراطية النيابية هو الذي يجعلها ديمقراطية شبه مباشرة.